# Дикастерия
Дикасте́рия (итал. Dicastero, от греч. δικαστήριον — законный суд, от греч. δικάστης судья или присяжный заседатель) — итальянский термин, обозначающий ведомства Римской курии. В России до 1740-х годов — название Духовной консистории.

## Дикастерии Римской курии
5 июня 2022 года была введена в действие апостольская конституция «Praedicate Evangelium», согласно которой центральные ведомства Римской курии носят названия Дикастерия, заменив конгрегации и папские советы.
Кроме Государственного секретариата Его Святейшества и Секретариата по делам экономики Святого Престола эти дикастерии названы следующим образом:
- Дикастерии, возглавляемые префектом, который в большинстве случаев имеет сан кардинала:

1. Дикастерия по евангелизации;
2. Дикастерия доктрины веры;
3. Дикастерия по служению благотворительности;
4. Дикастерия по делам восточных церквей;
5. Дикастерия богослужения и дисциплины таинств;
6. Дикастерия по канонизации святых;
7. Дикастерия по делам епископов;
8. Дикастерия по делам духовенства;
9. Дикастерия по делам институтов посвящённой жизни и обществ апостольской жизни;
10. Дикастерия по делам мирян, семьи и жизни;
11. Дикастерия по содействию христианскому единству;
12. Дикастерия по межрелигиозному диалогу;
13. Дикастерия культуры и образования;
14. Дикастерия по содействию целостному человеческому развитию;
15. Дикастерия по интерпретации законодательных текстов;
16. Дикастерия по делам коммуникаций.

- Трибуналы:

1. Апостольская пенитенциария, возглавляемая великим пенитенциарием;
2. Верховный трибунал апостольской сигнатуры, возглавляемый префектом;
3. Трибунал Священной Римской Роты, возглавляемый деканом.

- Ведомства:

1. Апостольская Палата, возглавляемая Камерленго;
2. Администрация церковного имущества Святого Престола.
3. Префектура Папского Дома (часто упоминаемый как Служба Аудиенций);
4. Служба папских литургических церемоний;
5. Управление финансовой информации Святого Престола;
6. Центральная статистическая служба Церкви.

- Папские Комиссии, которые занимают специальное положение:

1. Папская комиссия по культурному наследию Церкви;
2. Папская комиссия по священной археологии;
3. Папская библейская комиссия;
4. Папская комиссия по делам государства-града Ватикана;

Комиссии часто рассматриваются не как неотъемлемые части Римской курии, а скорее как связанные (как и Ватиканский апостольский архив и Ватиканская апостольская библиотека) со Святым Престолом.